# گروگان (فیلم ۲۰۰۵)
گروگان (انگلیسی: Hostage) یک فیلم اکشن و دلهره‌آور آمریکایی محصول سال ۲۰۰۵ و با بازی بروس ویلیس و کارگردانی فلورنت امیلیو سیری است. این فیلم بر اساس رمانی به همین نام نوشته رابرت کریس در سال ۲۰۰۱ ساخته شد و داگ ریچاردسون آن را برای پرده اقتباس کرد.
این فیلم نقدهای متفاوتی را از سوی منتقدان دریافت کرد و موفقیت مالی نداشت و در مقابل بودجه ۷۵ میلیون دلاری خود ۷۷ میلیون دلار فروخت.

## داستان
جف تالی (با بازی ویلیس) که در اداره پلیس لس آنجلس مامور رسیدگی به موارد گروگان گیری است در دو ماموریت اخیرش با شکست مواجه شده و بنابراین از رئیسش می‌خواهد تا او را ب ه محل آرام تری منتقل کند. بنابراین جف به اتفاق همسر و دخترش به یک شهرک دورافتاده می‌روند اما در این شهر مامور رسیدگی به یک حادثه گرونگان گیری پیچیده می‌شود.

## بازیگران
- بروس ویلیس
- کوین پولاک
- بن فاستر
- میشل هورن
- جیمی بنت
- جاناتان توکر
- مارشال آلمن
- کیم کواتس
- رابرت نپر
- کاترین جوستن
- سرنا اسکات توماس
- رومر ویلیس
- مایکل دی رابرتس
- گلن مورشور